# Mekseb Debesay
Mekseb Debesay (15 de juny de 1991) és un ciclista eritreu, actualment a l'equip Dimension Data. Participa en diferents curses del calendari de l'UCI Àfrica Tour del qual s'ha n'ha proclamat campió a l'edició del 2014.
El seu germà Fregalsi també és ciclista professional.

## Palmarès
- 2011
  - Vencedor d'una etapa al Tour d'Eritrea
- 2012
  - Vencedor d'una etapa al Tour d'Eritrea
- 2013
  - 1r al Tour d'Eritrea
  - Vencedor d'una etapa al Fenkel Northern Redsea
- 2014
  - 1r a l'UCI Àfrica Tour
  - 1r al Tour d'Algèria i vencedor d'una etapa
  - 1r al Gran Premi Chantal Biya i vencedor d'una etapa
  - Vencedor d'una etapa al Tour de Sétif
  - Vencedor de 2 etapes al Tour de Ruanda
- 2015
  - Campió d'Àfrica en contrarellotge per equips (amb Natnael Berhane, Daniel Teklehaimanot i Merhawi Kudus)
  - 1r al Tour de Blida i vencedor d'una etapa
  - 1r al Critèrium International de Sétif
  - Vencedor d'una etapa al Tour de Sétif
  - Vencedor d'una etapa al Tour de Faso
  - Vencedor de 2 etapes al Tour de Ruanda
- 2016
  - Campió d'Àfrica en contrarellotge per equips (amb Elias Afewerki, Tesfom Okbamariam i Amanuel Gebreigzabhier)
- 2017
  -  Campió d'Eritrea en contrarellotge
  - Vencedor d'una etapa al Tour de Langkawi
- 2018
  - 1r al Campionat d'Àfrica en contrarellotge
  - Campió d'Àfrica en contrarellotge per equips (amb Amanuel Gebreigzabhier, Metkel Eyob i Saymon Musie)